# Socialisation
Socialisation är, inom sociologin, den process genom vilken grupplevande arters individer införlivar omgivningens normer/kultur; detta resulterar i att individen formas till en personlighet.
Syftet med socialisationen är att stärka gruppens samlevnad och överlevnadsmöjligheter. Detta åstadkoms ofta indirekt via kontakt med gruppens medlemmar, det vill säga till stor del omedvetet.

## Primär socialisation
För individer som är en grupplevande art, gäller att individen normalt har en social förmåga och sociala behov redan vid födelsen. Från början är gruppen familjen och barnet anknyter till sina föräldrar och syskon. Efterhand lär sig individen mer om vilka sociala normer som gäller och hur kulturen omkring är uppbyggd och fungerar. Vanor och normer varierar och barnet får efterhand lära sig alltmer vad andra förväntar sig av det. I takt med att gruppen utökas med flera miljöer försöker barnet anpassa sig till nya sociala regelverk och få en position i varje ny grupp. Från familjegruppen går barnet in i socialt samspel med lekkamrater och senare skolkamrater för att under tonåren bryta från livet som barn i familjegruppen och träna vuxenlivets självständighet i tonårslivet. Positioneringen i varje grupp är en fråga om att individen önskar och ges en roll i gruppen. Om utbytet för den enskilde inte är positivt byter den vuxna individen till en annan grupp, ett annat socialt sammanhang. Socialisationsprocessen innebär att barnet och tonåringen tränar och lär vad som fungerar i de olika sociala sammanhangen och för individen själv. Genom den sociala interaktionen sker en ständig överföring av normer, värderingar och beteenden mellan individer och grupper.
Förhoppningsvis stämmer omgivningens behov och krav överens med individens behov och krav, så att konflikter inte uppstår. Men när konflikter blir följden har gruppmedlemmarna förhoppningsvis kommit så långt i sin socialisationsprocess att de med normernas hjälp kan lösa konflikten. Under uppväxten kan vuxna bistå de unga och lära ut reglerna, som bör vara anpassade till både gruppens och individens behov. Dock uppnås inte alltid den tänkta inlärningen. Vid försök att ändra på en redan existerande norm, har man rent muntligt försökt övertyga yngre barn om att till exempel både flickor och pojkar kan ha på sig rosa kläder. Medan de är i fullt stånd att upprepa åsikten att pojkar och flickor kan ha på sig vilken färg de vill, kan de samtidigt påpeka att en pojke med rosa mössa kan bli retad eftersom rosa egentligen är till för flickor. Den allmänt gällande normen har tagit sig in, utan att någon vuxen direkt lärt dem att "rosa är för flickor".
Dubbel socialisation är ett begrepp som beskriver hur normer och värderingar krockar med varandra. Man talar oftast om detta begrepp när barn under sin uppväxt förvirras av de normer och värderingar de förväntas inta från förskola och hemmet. Exempelvis om man i hemmet lär sig av sina föräldrar att det är okej att uttala svordomar, men att de får lära sig på förskolan eller i skolan att det är fel, då kallar man detta dubbelsocialisation, det vill säga att barnet inte får en klar bild av vilken norm som är rätt.

## Socialisationsverktyg
- Attityder är någorlunda stabila inställningar till något centralt för individen. Våra attityder hjälper oss att stabilisera och ordna vår tillvaro.
- En attityd består av en kunskapsdel, en känslodel och en handlingsberedskap. Att veta och att känna kan initiera en handling.
- Värderingar liknar attityder, men är mer omfattande och abstrakta.
- Normer är formella eller informella regler som styr individens beteende.
- Kommunikation, samtal
- Analytisk förmåga
- Social kompetens som inkluderar självkännedom.
- Olika "agenter" som hjälper dig i livet genom att lära dig regler och normer

## Individen

### Genus
Socialisationen innebär också att barnet tilldelas kulturellt bestämda roller i olika sammanhang från det att barnets kön konstateras vid födelsen och vidare i yrkesliv, fritidsliv och egen familjebildning i vuxen ålder. Den mentala styrkan i det kulturellt konstruerade sammanhanget kan mätas i den kris- och katastrofkänsla nyblivna föräldrar upplever om det nyfödda barnets kön inte kan bestämmas. Föräldrarna vet då inte hur de ska möta barnet, vet inte vilket namn de ska ge barnet och brukar vid sådant föräldraskap fördröja etableringen av sitt barn i samhället. För de vet inte hur de ska eller till vad de ska socialisera barnet. Om föräldrarna däremot vet barnets kön, så följer därav att de vet hur de ska hantera barnets behov och utveckling till vuxen i ett socialt sammanhang. Med individuell anpassning kan den nyfödde pojken formas att bli en hjälte, president, professor, stor stark alternativt lika sportintresserad som andra män runt far och mor. Språken på vår jord är sociala konstruktioner som normerar de roller barnet kan och får tilldelas. Könsrollen är den ursprungligaste indelningsgrunden för att anpassa individen till det givna sociala regelverket. Brist på könsidentitet saknar allmänt vedertagna språkliga begrepp och normer för hur socialisationen ska skötas, trots att dessa barn har lika stor social förmåga och sociala behov som andra barn att leva i gruppens säkerhet.

### Drivkrafter
- Behovshierarki. Maslows behovstrappa talar om de prioriteringar vi gör när vi med- eller omedvetet rangordnar våra behov.
- Personlig utveckling
- Lära sig att lära
- Empati

Individens möjlighet att utveckla en egen definierad roll inom en given kultur varierar starkt mellan olika kulturer. Individens egen personlighet och sociala kompetens och förmåga att hantera sig själv och andra i den givna strukturen styr om det accepteras av övriga gruppmedlemmar. Kulturen ifråga kan vara mer eller mindre öppen för individuell positionering och i en starkt sluten kultur kan också en stark personlighet få sociala problem om den avviker från den givna normen och förväntningarna från övriga samhällsmedlemmar. I ett mer öppet strukturerat samhälle kan å andra sidan en mer skör individ få sociala problem av att inte få sin roll klargjord genom tydligt uttalade förväntningar och krav.
Många andra arter betraktas av människan som sociala varelser och människan lever ofta i flock med till exempel hundar och andra tämjda djur. För nära samvaro mellan människa och sociala vilda djur under valp- eller ungestadiet leder till problem om man har för avsikt att installera det vuxna djuret till vildliv. På motsvarande sätt uppstår sociala problem för tamhundar som under tidiga valptiden inte haft kontakt med människor. Hunduppfödare måste följaktligen tidigt vara med tiken och varje enskild valp i en kull, för att valpen ska kunna utvecklas till en stabil "människans bäste vän" som vuxen.

## Sekundär socialisation
Gällande den socialisation som sker i förskola, fritidshem och skola och under tiden som vuxen har skolan en viktig roll. Den aspekt av den pedagogiska praktiken som innebär att värden och normer förmedlas till eller utvecklas hos barn och ungdomar kallas värdepedagogik och har både en uttalad dimension och en outtalad dimension. Den outtalade dimensionen hänger samman med det som kallas den dolda läroplanen.
Sekundär socialisation innebär att individen tillägnar sig och övar in speciella färdigheter, så att denne fungerar väl och i enlighet med samhällets allmänna normer och målsättningar. Sekundär socialisation är framförallt knuten till utbildningssystemet.

## Tertiär socialisation
- Media, intressegrupper
- Thomasteoremet (1928)
- Om en individ uppfattar en situation som verklig, blir den också verklig i sina konsekvenser.